# Stanisław Bobak
Stanislaw Bobak, född 12 mars 1956 i Ząb nära Zakopane - död 12 november 2010 i Zakopane, var en polsk backhoppare. Stanisław Bobak var en av 1970- och 80-talens främsta backhoppare. Han representerade Legia Zakopane.

## Karriär
Stanisław Bobak debuterade internationellt under tysk-österrikiska backhopparveckan i Schattenbergschanze i Oberstdorf i Västtyskland 30 december 1972. Han blev nummer 36 i sin första deltävling i backhopparveckan. Två år senare, i Oberstdorf, placerade Bobak sig på prispallen i backhopparveckan. Han blev nummer 2, bara slagen av Willi Pürstl från Österrike. Bobak blev även nummer 2 i avslutningstävlingen i backhopparveckan i Paul-Ausserleitner-Schanze i Bischofshofen 6 januari 1976. Bobak var som bäst i backhopparveckan säsongen 1974/1975 då han blev nummer 4 sammanlagt efter österrikarna Willi Pürstl, Edi Federer och Karl Schnabl.
Världscupen i backhoppning startade säsongen 1979/1980. Bobak startade i sin första deltävling i världscupen under backhopparvecka, i Oberstdorf 30 december 1979, där han blev nummer 101 av 105 startande. I nyårstävlingen 1980 i Olympiabacken i Garmisch-Partenkirchen i Västtyskland, kom Bobak för första gången bland de 10 bästa i en deltävling i världscupen. Han blev nummer 6. Han vann sin enda seger i världscupen på hemmaplan i Zakopane 26 januari 1980. Dagen efter blev han nummer två i samma backen, bara slagen av landsmannen Piotr Fijas. Bobak tävlade två säsonger i världscupen. Han var som bäst i världscupens första säsong (1979/1980), då han blev nummer 3 sammanlagt efter österrikarna Hubert Neuper (som vann den allra första världscupen sammanlagt) och Armin Kogler.
Stanisław Bobak startade i olympiska spelen 1976 i Innsbruck i Österrike. Där blev han nummer 28 i normalbacken och nummer 37 i stora backen. Backhoppningen dominerades totalt av Österrike och Östtyskland. Under olympiska spelen 1980 i Lake Placid i USA blev Bobak nummer 10 i normalbacken och nummer 22 i stora backen.
I polska mästerskap har Bobak 8 guldmedaljer (4 från tävlingar i stora backen och 4 från normalbacken). Han har dessutom 6 silvermedaljer från polska mästerskap. Bobaks sista internationella tävling var i Planica i dåvarande Jugoslavien 22 mars 1981. Stanisław Bobak avslutade sin backhoppningskarriär i en ålder av 25 år på grund av en svår ryggskada.

## Världscupen

### Vinster
| Säsong    | Datum           | Plats          |
| --------- | --------------- | -------------- |
| 1979/1980 | 26 januari 1980 | Zakopane Polen |